# Easington (district)
Easington was een Engels district in het graafschap Durham en telt 93.993 inwoners. De oppervlakte bedraagt 144,6 km².
Van de bevolking is 17,0% ouder dan 65 jaar. De werkloosheid bedraagt 4,3% van de beroepsbevolking (cijfers volkstelling 2001).

## Plaatsen in district Easington
- Easington (hoofdplaats)
- Peterlee
- Seaham